# Сидерова, Верка
Ве́рка Си́дерова (болг. Верка Иванова Сидерова, 26 апреля 1926, Базаржик — 2 июля 2025, Добрич) — болгарская певица, известная исполнительница народных песен добруджанской фольклорной области.

## Биография
Верка Сидерова родилась 26 апреля 1926 года в Добриче, здесь же окончила среднюю школу. В 1952 году стала победительницей национального смотра художественной самодеятельности в Софии. После прослушивания у Филипа Кутева в октябре 1952 года поступила в ансамбль народной песни и танца, впоследствии получивший его имя. Пела в ансамбле, в том числе в составе трио и квартета, до 1983 года. Участвовала в концертах в 29 странах мира.
В золотом фонде Национального радио и телевидения хранятся записи многих выступлений Сидеровой. Самые известные добруджанские народные песни в её исполнении за период с 1960 по 2000 год изданы на компакт-диске.
Певческая карьера Верки Сидеровой отмечена большим призом «Нестинарка» на Международном фольклорном фестивале в Бургасе.
В 2004 году присвоено звание Почётного гражданина города Добрич.
К своему 85-летию певица издала книгу «Лале ли си, зюмбюл ли си — моя биография» и награждена орденом «Стара Планина» первой степени (2011).
В 2014 году получила награду в номинации «Вклад в болгарский фольклор» на первой ежегодной фольклорной премии, посвящённой Борису Машалову.
Скончалась 2 июля 2025 года на 100-м году жизни в Добриче.

## Репертуар
Среди наиболее популярных песен в исполнении Верки Сидеровой «Лале ли си, зюмбюл ли си», «Изгряла е месечинка», «Росен, Росен, зелен Росен», «Ситно се ‘оро зави», «Години, години, усилни години». Певица часто говорила, что в основе её репертуара песни, которые пели её мать и бабушка.